# Bečaje
Bečaje – wieś w Słowenii, w gminie Cerknica. W 2018 roku liczyła 32 mieszkańców.